# Стеклянная стена
«Стеклянная стена» (англ. The Glass Wall) — фильм нуар режиссёра Максвелла Шейна, который вышел на экраны в 1953 году.
Фильм рассказывает о венгерском беженце Питере Кубане (Витторио Гассман), который на пароходе, перевозящем из Европы перемещённых лиц, прибывает в Нью-Йорк. Ввиду отсутствия билета и документов, подтверждающих его статус, иммиграционные власти США собираются выслать Питера обратно в Европу. Понимая, что у него нет другого выхода, Питер сбегает с корабля и отправляется на поиски Тома (Джерри Пэрис), бывшего американского парашютиста, которого он спас во время войны, так как свидетельство Тома позволит Питеру на законных основаниях остаться в США. Во время поисков он знакомится с оставшейся без работы фабричной девушкой Мэгги (Глория Грэм), а также с венгеркой-танцовщицей бурлеска Таней (Робин Рэймонд), которые, каждая по-своему, помогают ему. В конце концов, оказавшись в отчаянном положении, Питер поднимается на крышу здания ООН и собирается покончить с собой, но в последний момент Том и Мэгги находят и останавливают его.
Название фильма происходит от стеклянной стены, которая служит фрагментом оформления здания штаб-квартиры ООН в Нью-Йорке.
Современные критики отметили в первую очередь общественную важность поставленной в картине проблемы иммигрантов, прибывающих в США, которая остаётся актуальной и сегодня. Сценарий и режиссёрская работа, хотя и с некоторыми оговорками, также были оценены в целом позитивно.
На Международном кинофестивале в Локарно в 1953 году фильм разделил главный приз «Золотой леопард» с картинами «Юлий Цезарь» (1953) и «Композитор Глинка» (1952).

## Сюжет
После окончания Второй мировой войны Международная организация ООН по делам беженцев организует переезд тысяч людей, пострадавших от нацизма, из Европы в США. На борту одного из кораблей ООН с более чем тысячью беженцев, прибывающем в порт Нью-Йорка, находится 25-летний венгр Питер Кубан (Витторио Гассман). Кубан проник на борт корабля, не имея необходимых документов, и потому его держат на корабле под арестом. По прибытии в Нью-Йорк Кубана доставляют на допрос к инспектору Службы иммиграции США Бейли (Дуглас Спенсер). Питер рассказывает, что он родился в Венгрии и провёл десять лет в концентрационных лагерях, включая Освенцим, где подвергался пыткам, а всю его семью нацисты уничтожили в газовых камерах. Чтобы попасть на корабль, он пешком без денег и документов проделал путь в 300 миль от венгерского Шопрона до Триеста. Однако, в связи с тем, что Кубан проник на корабль нелегально, Бейли принимает решение, что тот не может покинуть борт корабля и завтра утром этим же кораблём будет отправлен обратно. Питер пытается возражать, что по закону о перемещённых лицах, принятому Конгрессом США, все те, кто во время войны помогал войскам союзников, имеют право получить убежище в США. Он рассказывает, что незадолго до конца войны бежал из Освенцима, после чего вступил в ряды Сопротивления. Он обнаружил и спрятал раненого американского парашютиста, несколько дней ухаживал за ним, а когда союзники освободили территорию, доставил его в американский госпиталь. Бейли просит назвать имя и адрес этого американского солдата, однако Питер знает лишь, что его звали Том, и что до войны он был джазовым кларнетистом на Таймс-сквер в Нью-Йорке. Питер просит дать ему возможность разыскать Тома, чтобы тот подтвердил его историю, однако Бейли отказывает в этой просьбе и оставляет своё решение в силе.
Позднее тем же вечером моряк с корабля приносит Питеру ужин и показывает ему газету «Нью-Йорк Дейли Ньюз» с фотографией Питера на первой полосе и его историей. Когда моряк говорит, что завтра утром Питер отправится обратно, тот не выдерживает, отталкивает моряка и выбегает из каюты. Начинается погоня по кораблю, но Питеру, рискуя жизнью, удаётся спрыгнуть на берег, где его начинают преследовать американские полицейские. Питеру удаётся выскочить в город и запрыгнуть на борт проходящего грузовика, после чего полиция теряет его из виду. По дороге он замечает, что во время погони сломал ребро. Добравшись до города, Питер спускается в метро и доезжает до станции «Таймс-сквер». Узнав о побеге Кубана, Бейли обсуждает его дело с офицером по безопасности Туми (Майкл Фокс). Хотя Бейли скептически относится к истории, рассказанной Питером, Туми предполагает, что если тот сказал правду, то его следует искать на Таймс-сквер. При этом капитан корабля напоминает, что если Питер не не окажется на борту ко времени отправления в семь часов следующим утром, то будет считаться сбежавшим. В этом случае при задержании он будет выдворен из США без права когда-либо вернуться.
Тем временем Питер восхищён видом Таймс-сквер, посещая в поисках Тома многочисленные джаз-клубы, расположенные на площади. Устав от поисков, Питер заходит в дешёвое кафе перекусить, где видит, как молодая девушка Мэгги Саммерс (Глория Грэм), судя по всему, очень бедная, пытается украсть с вешалки пальто. Когда владелица пальто замечает это, она бросается за Мэгги, а затем подключает в погоне полицию. Наблюдая эту сцену, Питер решает помочь Мэгги. Он догоняет её, и с его помощью они скрываются в парке от полицейской погони. После этого Питер просит Мэгги отвести его к себе домой, так как он очень устал, и нуждается в отдыхе. Немного опасаясь его, Мэгги, тем не менее, соглашается. Добравшись до комнаты Мэгги, Питер в изнеможении падает при попытке налить себе воды и роняет кувшин. Услышав шум в комнате, в дверь стучит домовладелица миссис Хинкли (Элизабет Силфер), которая требует от Мэгги оплату за просроченную аренду. Мэгги нечем платить, и тогда Питер отдаёт ей все свои деньги, которых не хватает на покрытие долга, но всё-таки на время это успокаивает миссис Хинкли. Не желая доставлять Мэгги хлопоты, Питер собирается уходить, однако на лестнице от изнеможения теряет сознание. Придя в себя, Питер показывает Мэгги газетную статью, повествующую о своей горькой участи. Мэгги замечает, что у него сломано ребро, и обрабатывает его рану. Мэгги затем рассказывает, что работала на фабрике по производству шнурков, где постоянно испытывала домогательства со стороны своего босса. Когда же она заболела, её тут же уволили. Тем временем в клуб музыкантов на Таймс-сквер к кларнетисту Тому (Джерри Пэрис) приходит его подруга Нэнси (Энн Робинсон), сообщая, что организовала ему работу в популярном джаз-оркестре Джека Тигардена на записи выступления на радио. Приводя себя в порядок в мужской комнате, Том видит газету с фотографией Питера, которого сразу же узнаёт как своего спасителя. Выйдя к Нэнси, он говорит, что должен попытаться найти Питера и помочь ему. Однако Нэнси напоминает, что выступление с оркестром Тигардена поможет Тому покончить с нуждой, и они наконец смогут пожениться, чего уже ждут несколько лет. Вынужденный прислушаться к аргументам Нэнси, Том отправляется на запись.
Когда с работы возвращается выпивший сын миссис Хинкли по имени Эдди (Ричард Ривз), он с бутылкой силой врывается в комнату Мэгги, вынуждая Питера спрятаться. Когда же Эдди начинает открыто приставать к девушке, Питер не выдерживает и встаёт на её защиту. Здоровый Эдди легко валит Питера и начинает его избивать. Тогда Мэгги разбивает стул о спину Эдди. Пока тот приходит в себя, Мэгги и Питер сбегают из дома и скрываются на улице. Не зная, где устроится на ночлег, они проходят несколько кварталов, замечая двух мальчишек, которые устроили небольшое танцевальное представление для прохожих. Мэгги крадёт две монетки по 10 центов из денег, которые мальчикам заплатили на выступление, говоря Питеру, что на эти деньги они смогут провести ночь в метро. Обнаружив газетную историю о Питере, миссис Хинкли сообщает в полицию, что этот человек напал на Эдди. Вскоре по телевидению передают описание Питера как опасного беглого преступника, который, возможно, вооружён. Пока полиция ведёт поиски Питера в районе Таймс-сквер, Том удачно исполняет несколько номеров с ансамблем Джека Тиргардена. Затем, взволнованный не покидающими его мыслями о Питере, Том резко уходит с записи и направляется в полицию.
Питер и Мэгги устраиваются на скамейке в метро, где вскоре к ним приближаются двое полицейских. Заметив их, пара пытается бежать. Питеру удаётся спрыгнуть на пути и перебраться на другую платформу, после чего скрыться, однако Мэгги полицейские задерживают и доставляют в участок. Там она видит Тома, который подтверждает историю Питера, и вместе с Мэгги он умоляет полицию помочь. Вернувшись в район Таймс-сквер, Питер набредает на клуб бурлеска, где спрашивает про Тома. Вышибала выкидывает его из клуба, и он ударяется о пустое такси, которое стоит в переулке. Питер забирается внутрь такси и засыпает. Вскоре своё выступление в клубе заканчивает солистка бурлеска Таня (Робин Рэймонд). Выйдя на улицу, она вызывает из соседнего кафе знакомого таксиста и собирается ехать домой. В салоне автомобиля она неожиданно для себя обнаруживает спящего Питера. Она просит таксиста по дороге остановиться у полицейского участка, где узнаёт, что Питер является беженцем, которого разыскивает полиция, после чего везёт его к себе домой. По дороге, когда Питер приходит в себя, она сообщает ему, что тоже из семьи иммигрантов из Венгрии, и её настоящее имя Белла Заколия. Проникшись к Питеру сочувствием, Белла укладывает его спать, и вместе с матерью готовит ему гуляш. Тем временем домой возвращается младший брат Беллы по имени Фредди (Джо Тёркел), который зарабатывает на жизнь тёмными делишками. Услышав, что у них дома находится Питер, он впадает в панику, что его будет допрашивать полиция, и требует немедленно выпроводить Питера из дома. Мать и Белла отвешивают Фредди пощёчины, и между ними начинается бурное выяснение отношений. Проснувшись от шума, Питер слышит, как Фредди говорит, что тому следует связаться с ООН. Написав благодарственную записку Белле, Питер через запасный выход незаметно выходит на улицу и отправляется на поиски здания ООН.
Мэгги и Том вместе с Бейли в сопровождении полицейской машины кружат по кварталу в поисках Питера. Наконец, на полицейской волне проходит информация, что Питера видели около здания ООН, и вся группа преследователей направляется туда. Мэгги первой замечает Питера, когда тот входит в здание. Услышав зовущие его голоса, Питер думает, что его хотят задержать и скрывается внутри здания. В раннее время суток в здании никого нет кроме уборщиков, и Питер приходит в ужас от того, что ему не к кому обратиться со своим делом. Зайдя в пустой зал Комитета по правам человека, он произносит страстную речь о праве человека на свободу и выбор места жительства. Когда он слышит голоса своих преследователей, то садится на лифт и поднимается на верхний этаж, где выходит на крышу здания. Вскоре там появляются и его преследователи, которые видят, что Питер стоит на самом краю, готовый прыгнуть вниз, лишь бы его не отправили обратно. Том кричит Питеру, что с благодарностью помнит его, и поможет ему натурализоваться в США, после чего Питер спускается с парапета, и Том вместе с Мэгги обнимают его.

## В ролях
- Витторио Гассман — Питер Кубан
- Глория Грэм — Мэгги
- Энн Робинсон — Нэнси
- Дуглас Спенсер — инспектор Бейли
- Робин Рэймонд — Таня / Белла Заколия
- Джерри Пэрис — Том
- Элизабет Силфер — миссис Хинкли
- Ричард Ривз — Эдди Хинкли
- Джо Тёркел — Фредди
- Элси Бэк — миссис Заколия
- Майкл Фокс — Туми
- Несдон Бут — Монро
- Джек Тигарден — Джек Тигарден
- Шорти Роджерс — Шорти Роджерс

## Создатели фильма и исполнители главных ролей
Как отметил историк кино Натаниэл Томпсон, фильм продюсировала студия Columbia Pictures, которая «обнаружила неожиданную предрасположенность к послевоенным нуарным проектам» с такими картинами, как «Снайпер» (1952) и «Сильная жара» (1953).
Режиссёр и соавтор сценария фильма Максвелл Шейн а протяжении своей карьеры больше работал как сценарист, чем как режиссёр. Тем не менее, он поставил два детективных нуара по романам культового писателя Корнелла Вулрича «Страх в ночи» (1947) и «чудесно сюрреалистичный» «Ночной кошмар» (1956), а также два нуара социальной направленности — «Город за рекой» (1949) и «Нагая улица» (1955). По словам Томпсона, в 1940-е годы Шейн написал сценарии многих фильмов категории В, главным образом, нуаров, хорроров и вестернов, а с 1956 года работал исключительно на телевидении, завершив карьеру в 1963 году.
Это был первый фильм, который итальянский актёр Витторио Гассман сделал в США. Гассман впервые обратил на себя внимание в криминальной драме «Горький рис» (1949), которая стала классикой итальянского неореализма. После «Стеклянной стены» Гассман в течение трёх лет сыграл в США ещё в семи фильмах, среди которых фильм нуар «Крик загнанного» (1953), музыкальная мелодрама с Элизабет Тейлор «Рапсодия» (1954), а также драма «Война и мир» (1956) с участием Кэтрин Хепберн, Генри Фонды и Мела Феррера. После этого Гассман «вернулся в Италию навсегда», где с успехом продолжил свою карьеру, сыграв свои лучшие роли в фильмах комедийного жанра, таких как «Злоумышленники, как всегда, остались неизвестны» (1958), «Большая война» (1959), «Журналист из Рима» (1961), «Обгон» (1962), а также в драме «Мы так любили друг друга» (1974).
Глория Грэм номинировалась на «Оскар» за роль второго плана в фильме «Перекрёстный огонь» (1947) и завоевала эту награду за фильм «Злые и красивые» (1952). Среди других лучших картин с её участием — фильмы нуар «В укромном месте» (1950), «Внезапный страх» (1952), «Сильная жара» (1953), «Человеческое желание» (1954) и «Ставки на завтра» (1959).
Как пишет Томпсон, среди актёров второго плана много лиц, знакомых по разнообразным послевоенным развлекательным программам. Наиболее значим среди них Джерри Пэрис, сыгравший ключевую роль Тома. Пэрис сыграл роли второго плана во многих значимых фильмах 1950-х годов, а позднее перешёл на телевидение, где сыграл постоянные роли в нескольких телесериалах, таких как «Майкл Шейн» (1960—1961) и Шоу Дика Ван Дайка (1961—1966), а с 1964 года и вплоть до своей смерти в 1986 году работал как режиссёр. Среди его режиссёрских работ для большого экрана — комедия с Джеймсом Гарнером «Как это мило!» (1968) и мелодрама с Жаклин Биссет «Кузнечик» (1970).
В галерее представленных в фильме нью-йоркцев также примечательны Энн Робинсон, более всего известная по главной роли в фильме Джорджа Пала «Война миров» (1953) и востребованный характерный актёр Джо Тёркел, который обессмертил своё имя в 1980-е годы ролями доктора Элдона Тайрелла в «Бегущем по лезвию» (1982) и бармена Ллойда в «Сиянии» (1980). Также обращают на себя внимание колоритный Дуглас Спенсер, который сыграл памятные по роли второго плана в фильмах «Шейн» (1953) и «Этот остров Земля» (1955), а также молодая Кэтлин Фримен, которая позднее сыграла в фильмах «Братья Блюз» (1980) и «Внутреннее пространство» (1987), а в 2001 году была номинирована на премию «Тони» за спектакль «Мужской стриптиз» (2000—2002).
Томпсон также обращает внимание оператора картины Джозефа Ф. Байрока, который начинал с фильма Фрэнка Капры «Эта замечательная жизнь» (1946), а позднее удостоился номинации на «Оскар» за фильм «Тише, тише, милая Шарлотта» (1964) и получил «Оскар» за фильм «Вздымающийся ад» (1974). Однако, по мнению Томпсона, «большинство зрителей знакомы с его творчеством прежде всего по двум самым популярным комедиям из когда-либо сделанных — „Сверкающие сёдла“ (1974) и „Аэроплан!“ (1980), которые очень далеки от грубой монохромной суровости „Стеклянной стены“».

## История создания фильма
Отдельные сцены фильма снимались на натуре в Нью-Йорке. Для придания фильму больше реалистичности режиссёр Максвелл Шейн снимал простых людей прямо на нью-йоркских улицах. Вместе с тем, как уточняет историк кино Гленн Эриксон, некоторые уличные сцены в Нью-Йорке выполнены с помощью рирпроекции.
Согласно «Нью-Йорк Таймс», это был первый фильм, в который вошли съёмки в только что построенном здании ООН. Томпсон дополняет, что фильм содержит большой эпизод натурных съёмок в ООН ещё до фильма Альфреда Хичкока «На север через северо-запад» (1959).
Фильм находился в производстве с начала мая до середины июня 1952 года на студии General Service Studios. Премьера фильма состоялась в Сан-Франциско 20 марта 1953 года, и он вышел в прокат в апреле 1953 года.

## Оценка фильма критикой

### Общая оценка фильма
Историк кино Натаниэл Томпсон описывает картину как «вдохновлённый нуаром взгляд на опасности тайной иммиграции в Америку». По мнению критика, фильм предлагает «нечто среднее между мрачным триллером о погоне и живописной картиной городской Америки с красочной галереей персонажей», давая «немного более тёмный взгляд на американский образ жизни, чем это делается обычно».
Кинокритик Деннис Шварц назвал картину «необычным послевоенным нуарным проектом Columbia», отметив, что сценарий написан «остро и эмоционально», а режиссёр Шейн «страстно ставит эту суровую картину об иммиграции в более тёмном свете, чем общепринятые фильмы, рисующие идеалистические картины», описывающие прибытие иммигрантов в Америку. По мнению критика, «фильм лучше срабатывает как фильм нуар, чем как триллер со слезливой историей или как история погони». В своём повествовании о человеке, выжившем в Холокосте и вынужденном податься в бега в Нью-Йорке, он смотрится «трогательно, захватывающе и убедительно». Фильм сделан «атмосферно, с великолепными натурными съёмками на заполненной людьми и освещенной неоновым светом Таймс-сквер ночью и во впечатляющем, хотя и пустом здании ООН ранним утром». По мнению Шварца, фильм «также силён как городской триллер, который временами немного неуклюжий и тяжеловесный, и потому не становится великим фильмом. Это просто фильм, который остается с вами благодаря тому, что он серьёзен, искренен и приносит удовлетворение».
По мнению историка кино Гленна Эриксона, фильм представляет собой «довольно надуманную попытку выразить „большую либеральную идею“, в данном случае, вызвать симпатию к перемещённым лицам, которые хотят получить американское гражданство». Фильм посвящён «важной общественной проблеме» и сделан «с добрыми намерениями», однако он «слишком заинтересован в том, чтобы делать крупные гуманистические жесты», в результате чего порой теряет логику, чем «подрывает собственную идею».

### Оценка актёрской игры
Томпсон отмечает, что в этой картине «итальянский актёр Витторио Гассман получает редкую голливудскую главную роль», а «присутствие постоянной актрисы нуаров» Глории Грэм подчёркивает, что по жанру это триллер. Как полагает Эриксон, «Гассман играет всю картину с одним и тем же болезненным взглядом на лице». Что же касается Глории Грэм, то она «довольно хороша в роли безденежной Мэгги, которая пытается украсть пальто в кафетерии».